# Bosquerola d'ulleres
La bosquerola d'ulleres (Myioborus melanocephalus) és un ocell de la família dels parúlids (Parulidae).

## Hàbitat i distribució
Habita la selva pluvial, clars, matolls i bosc dels Andes al sud-oest de Colòmbia, oest de l'Equador, i nord-oest del Perú. Per l'est dels Andes al Perú i centre de Bolívia.